# Avenue Cartellier
L'avenue Cartellier est une voie du 20e arrondissement de Paris, en France.

## Situation et accès
L'avenue Cartellier est une voie publique située dans le 20e arrondissement de Paris. Elle débute avenue de la Porte-de-Bagnolet, longe l'échangeur de la porte de Bagnolet et se termine avenue de la République à Bagnolet.

## Origine du nom

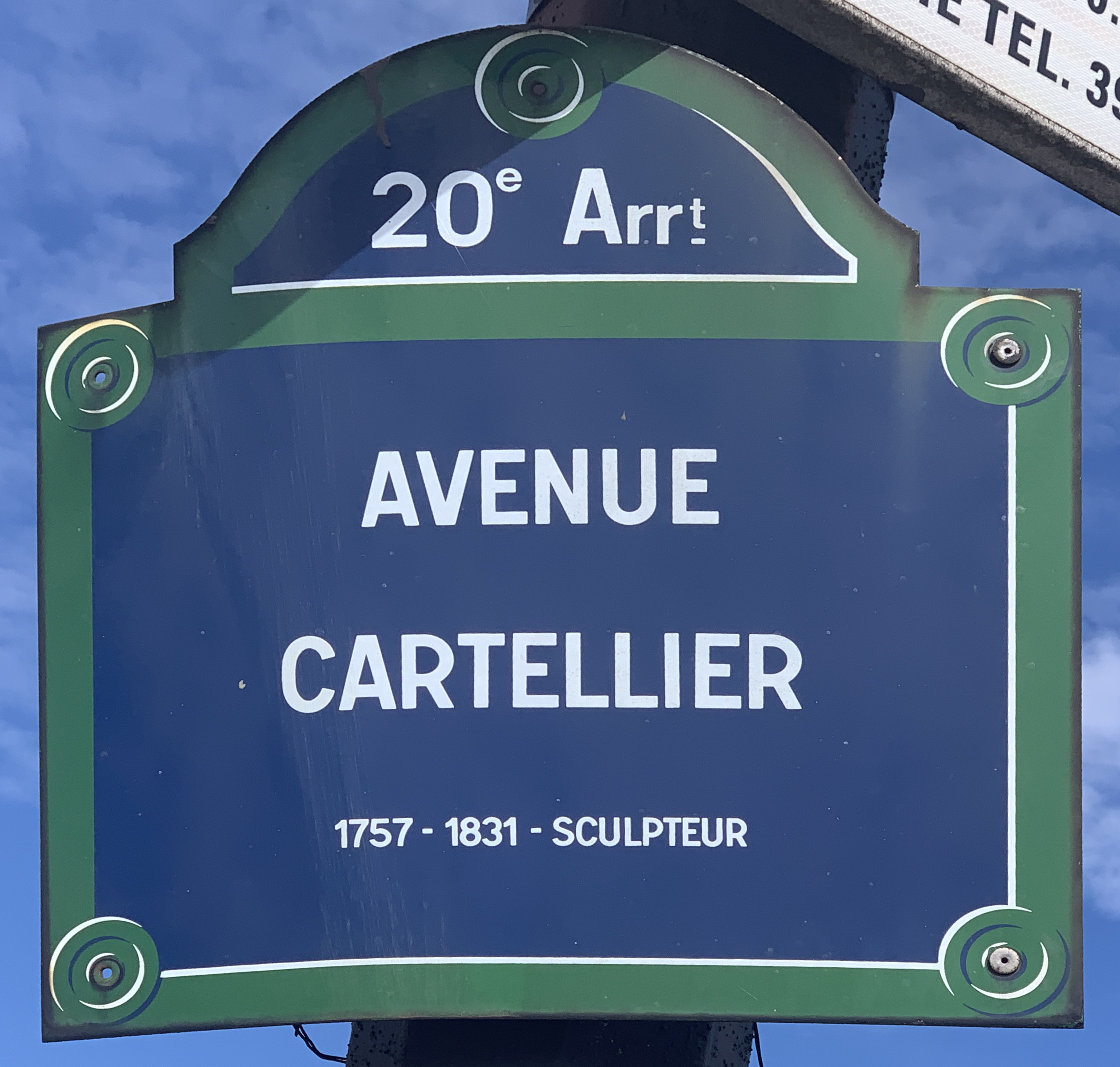
Plaque de l'avenue.

Elle porte le nom de Pierre Cartellier (1757-1831), orfèvre et sculpteur néo-classique français.

## Historique
Cette avenue était initialement une partie du chemin de grande communication no 37, également appelée « avenue de la République », située autrefois sur le territoire de la commune de Bagnolet et annexée à Paris par décret du 27 juillet 1930.
Elle prend sa dénomination actuelle par un arrêté du 3 juin 1932.
Elle fut élargie, en 1969, lors de la création du boulevard périphérique de Paris.